# Aszód FC
Az Aszód FC egy magyar sportegyesület, melynek székhelye Aszód. A Pest Megyei II osztály Északi csoportban játszanak.

## Korábbi nevei
- Aszódi Sport Egyesület 1912-?
- Aszódi BSE ?-1948
- Aszódi Vasutas SK 1948 - 1951
- Aszódi Lokomotív SK 1951-?
- Aszód FC 1991-

## Jelenlegi keret
2011. február 21. óta
| #  |              | Poszt | Név             |
| -- | ------------ | ----- | --------------- |
| 1  | Magyarország | K     | Máthé Tamás     |
| 2  | Magyarország | K     | Téglási László  |
| 9  | Magyarország | V     | Tolmácsi Tibor  |
| 6  | Magyarország | V     | Kolompár László |
| 3  | Magyarország | V     | Szabó Imre      |
| 8  | Brazília     | V     | Altamiro Junior |
| 12 | Magyarország | V     | Nagy Csaba      |
| 15 | Magyarország | V     | Lukács Arnold   |
| 18 | Magyarország | KP    | Zdenkó József   |
| 2  | Magyarország | KP    | Zsíros Dávid    |
| 4  | Magyarország | KP    | Bujdosó Zoltán  |

| #  |              | Poszt | Név            |
| -- | ------------ | ----- | -------------- |
| 18 | Magyarország | KP    | Bárdi Ádám     |
| 20 | Magyarország | KP    | Pallagi Zsolt  |
| 5  | Magyarország | KP    | Masznyik Dávid |
| 16 | Magyarország | KP    | Dobes Raymond  |
| 13 | Magyarország | KP    | Gabai Gábor    |
| 11 | Magyarország | KP    | Kovács Kristóf |
| #  | Magyarország | KP    | Kovács Erik    |
| #  | Magyarország | KP    | Iván Dániel    |
| 10 | Magyarország | CS    | Farkas Ádám    |
| 14 | Magyarország | CS    | Braun Tamás    |
| 8  | Magyarország | CS    | Csűri Ferenc   |
| 7  |              | CS    | Stanely Ebebe  |
| #  | Magyarország | CS    | Csányi Viktor  |

## Híres játékosok
| - Zsivóczky Gyula - Wukovics László |